# Vermisstenbildlisten
Die Vermisstenbildlisten wurden vom Suchdienst des Deutschen Roten Kreuzes ab 1956 in der Bundesrepublik Deutschland erstellt und sollten zur Aufklärung des Schicksals von im Zweiten Weltkrieg verschollenen deutschen Militärpersonen dienen. In den Bänden waren auf über 70.000 Seiten 1,4 Millionen Personeneinträge (davon 900.000 mit Foto) enthalten. 1961 wurden die Bildlisten mit Bussen auch für überörtliche Befragungssitzungen genutzt.

Insgesamt 187 Bände enthielten personenbezogene Angaben. Es handelte sich um 135 Hauptbände mit den zwischen 1950 und 1957 registrierten Personen, 39 Bände des 1. Nachtrags (Nachregistrierung 1958/59) und 13 Bände des 2. Nachtrags (Nachregistrierung 1960/66).
Zur Übersicht und Erschließung dieser Bildlisten dienten 5 Bände Leitverzeichnisse, 5 Bände Einheitenrahmen und 2 Bände Divisions-Schicksale, also insgesamt 199 Bände.
Außerdem gab das Deutsche Rote Kreuz zwischen 1962 und 1968 26 Bände über deutsche zivile Verschollene des Zweiten Weltkrieges und der Nachkriegszeit (Zivilverschollenenlisten) heraus. Diese enthielten keine Bilder.

## Bandübersicht
Es wurden 199 „militärische“ Bände veröffentlicht:
- 135 Hauptbände (Registrierung 1950–1957)
- 39 Bände 1. Nachtrag (Nachregistrierung 1958–1959)
- 13 Bände 2. Nachtrag (Nachregistrierung 1960–1966)

ergibt also 187 Bände mit personenbezogenen Angaben (Namen, Bildern):
- Bandgruppe I: A, B, C (Heer) 59 Bände, 23 Bände 1. Nachtrag
- Bandgruppe II: F, G (Heer) 32 Bände, 8 Bände 1. Nachtrag
- Bandgruppe III: L, M, P, R, S, V, W (Luftwaffe, Marine, Polizei, RAD, NSKK, OT, Hilfstruppen, Volkssturm, Waffen-SS) 30 Bände, 8 Bände 1. Nachtrag
- Bandgruppe IV: X (ohne Einheit) 4 Bände
- Bandgruppe V: K (in Kriegsgefangenschaft Verschollene) 10 Bände

13 Bände 2. Nachtrag:
- AA-AG
- AH-AP
- AR-AZ
- BA-BG
- BH-BO
- BP-BW
- BX-BZ, CA-CD
- CE-CL
- FA-FT
- FU-FZ, GA-GH, RA, SO, VA-VC
- KA-KK
- LA-LR, MA-MB
- PA-PB, WA-WE

dazu:
- 5 Bände Leitverzeichnisse
- 5 Bände Einheitenrahmen
- 2 Bände Divisionsschicksale

Ein Hauptband mit Personeneinträgen umfasste in der Regel rund 750 Seiten mit jeweils bis zu 20 Datensätzen; so waren in einem Band meist etwa 10–12000 Vermisste erfasst. Jeder Eintrag war mit einem sogenannten LND-Kennbuchstaben versehen. LND stand für Landesnachforschungsdienststelle. Die Bedeutung war folgende:
- A – Bayern
- B – Baden-Württemberg
- C – Hessen
- D – Bremen
- E – Elsass-Lothringen
- F – Luxemburg
- G – Niederlande
- H – Saarland
- J – Südbaden
- KS – Schleswig-Holstein
- L – Rheinland-Pfalz
- N – Berlin
- O – Sowjetische Besatzungszone
- P – Österreich
- R – übriges Ausland
- S – Hamburg
- T – Niedersachsen
- U – Braunschweig
- V – Oldenburg
- W – Nordrhein
- X – Westfalen-Lippe
- Z – Belgien

Die Fluchtbewegungen infolge des Zweiten Weltkrieges sind hier deutlich erkennbar. So wurden viele Vermisste mit letztem Wohnsitz 1939 in Ostpreußen oder Pommern von der LND Schleswig-Holstein bearbeitet. Es fällt auch die Verbindung CSR (also meist letzter Wohnsitz Sudetenland) mit Bayern auf.